# Klaus Schüle (Romanist)
Klaus Schüle  (* 24. Februar 1939; † 12. Februar 2012) war ein deutscher  Romanist, Didaktiker und Landeswissenschaftler.

## Leben
Klaus Schüle studierte in Hamburg und München Romanistik. Er promovierte in München über Politische Determinanten und Schwerpunkte im Deutschlandbild der französischen Résistance. Eine Untersuchung ihres Deutschlandverständnisses und ihrer Einstellung zum Nationalsozialismus an Hand der Widerstandspresse (Bremen 1975) und wurde an der Universität Bremen Professor für Fremdsprachendidaktik und Landeskunde Französisch.

## Schriften
- (Hrsg. mit Gernot Krankenhagen): Audiovisuelle Medien im Fremdsprachenunterricht, Stuttgart 1974
- Politische Landeskunde und kritische Fremdsprachendidaktik. Plädoyer für den fremdsprachendidaktischen Inhalt, Paderborn 1983
- Paris: Vordergründe, Hintergründe, Abgründe. Stadtentwicklung, Stadtgeschichte und sozialkultureller Wandel, München 1997
- (mit Matthias Walther): Navigator: Frankreich im Internet. Neue Technologien und Internetarbeit im Französischunterricht, Berlin 2000
- Paris: Die kulturelle Konstruktion der französischen Metropole. Alltag, mentaler Raum und sozialkulturelles Feld in der Stadt und in der Vorstadt, Opladen 2003
- Paris: Die politische Geschichte seit der Französischen Revolution. Vom Erfinden und Schwinden der Demokratie in der Metropole, Tübingen 2005
- Die Pervertierung des internationalistischen Handelns, der Demokratie und der Menschenrechte.  Argumente und Dokumente, Berlin/Münster 2008
- Akte L. Erbfreunde auf Schnäppchenjagd. Eine deutsch-französische Kriminalgeschichte, Oldenburg 2008 (Kriminalroman)